# Thiemo Röhler

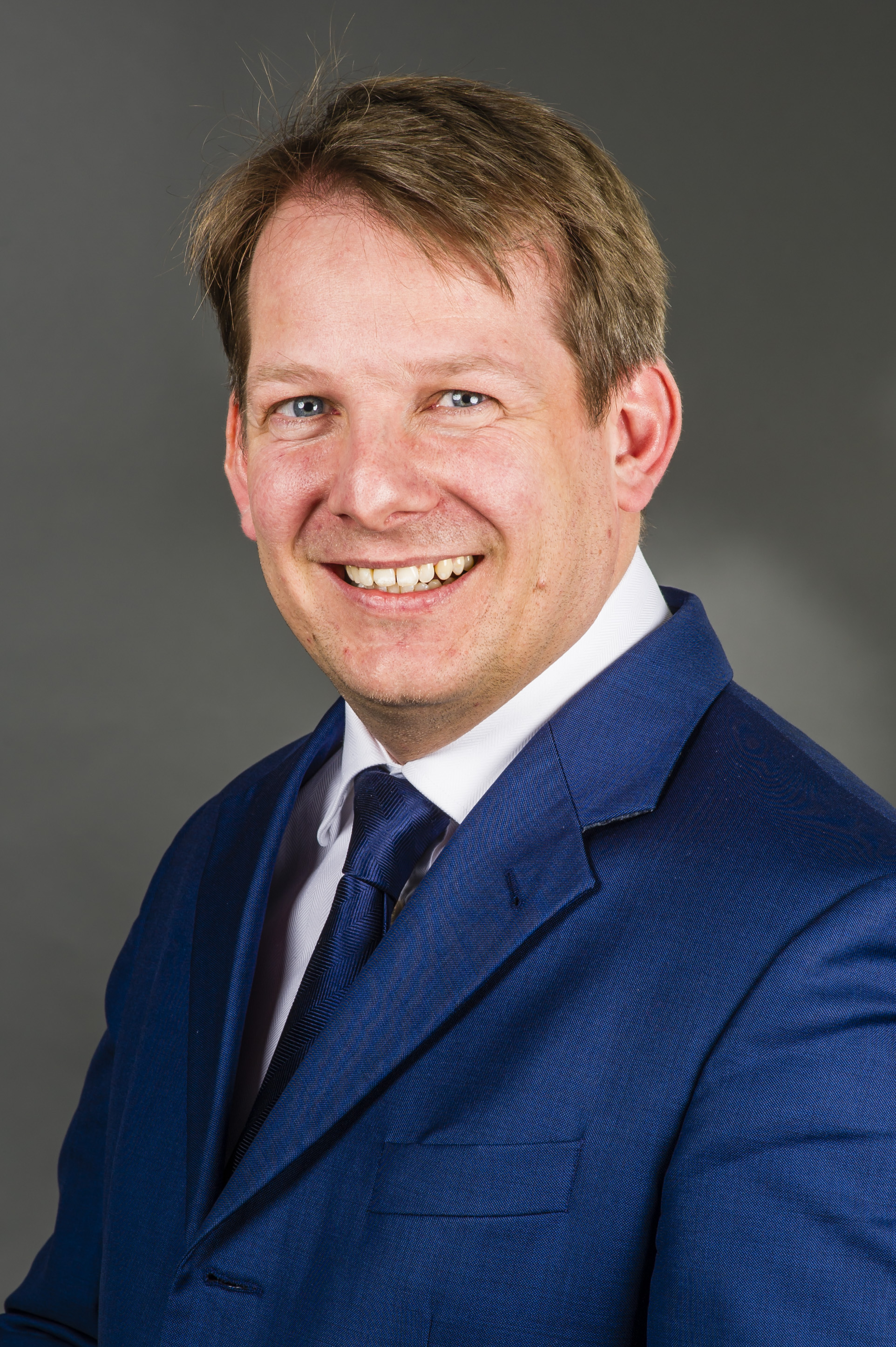
Thiemo Röhler, 2018

Thiemo Röhler (* 2. Juni 1979 in Cuxhaven) ist ein deutscher Politiker der Christlich Demokratischen Union Deutschlands (CDU). Er war von November 2017 bis November 2022 Mitglied des Niedersächsischen Landtages.

## Leben
Röhler machte 1999 das Abitur am Amandus-Abendroth-Gymnasium in Cuxhaven. Anschließend studierte er von 2000 bis 2005 Rechtswissenschaften an der Leibniz-Universität Hannover. Seit 2009 ist er als Rechtsanwalt tätig.
Röhler ist seit 2002 Mitglied im Rat der Stadt Cuxhaven und dort seit 2009 Vorsitzender der CDU-Fraktion. Seit 2011 ist er Mitglied des Kreistages im Landkreis Cuxhaven.
Röhler gelang am 15. Oktober 2017 der Einzug als Abgeordneter in den Landtag Niedersachsen für die CDU auf einem Listenplatz. Bei der Landtagswahl 2022 verfehlte er den Wiedereinzug in den Landtag.